# Зилаирский кантон
Зилаи́рский канто́н (баш. Йылайыр кантоны) — кантон в составе Автономной Башкирской Советской Республики.
Административный центр — п. Преображенский Завод, Преображенское (ныне с. Зилаир Зилаирского района Республики Башкортостан).

## История

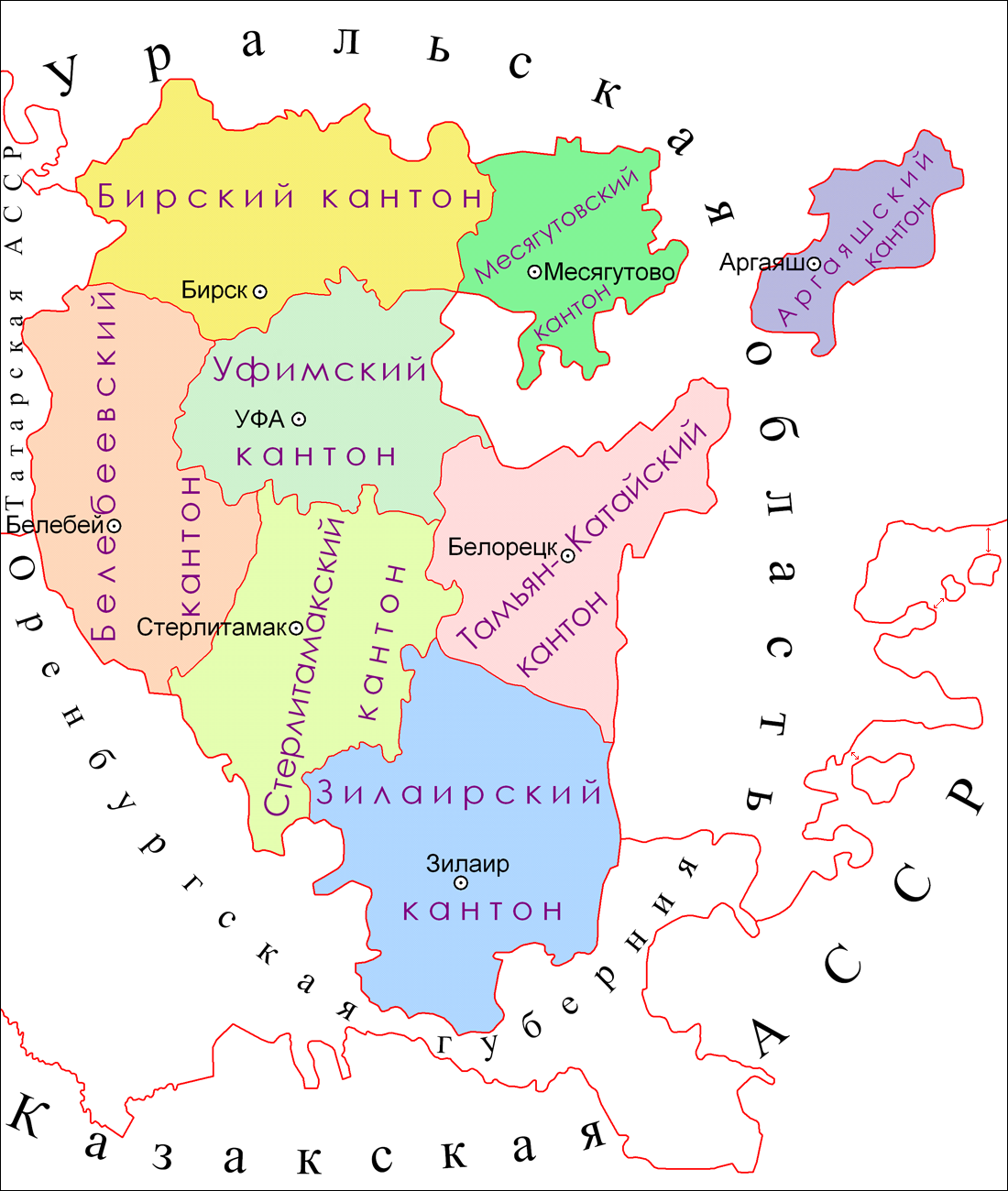

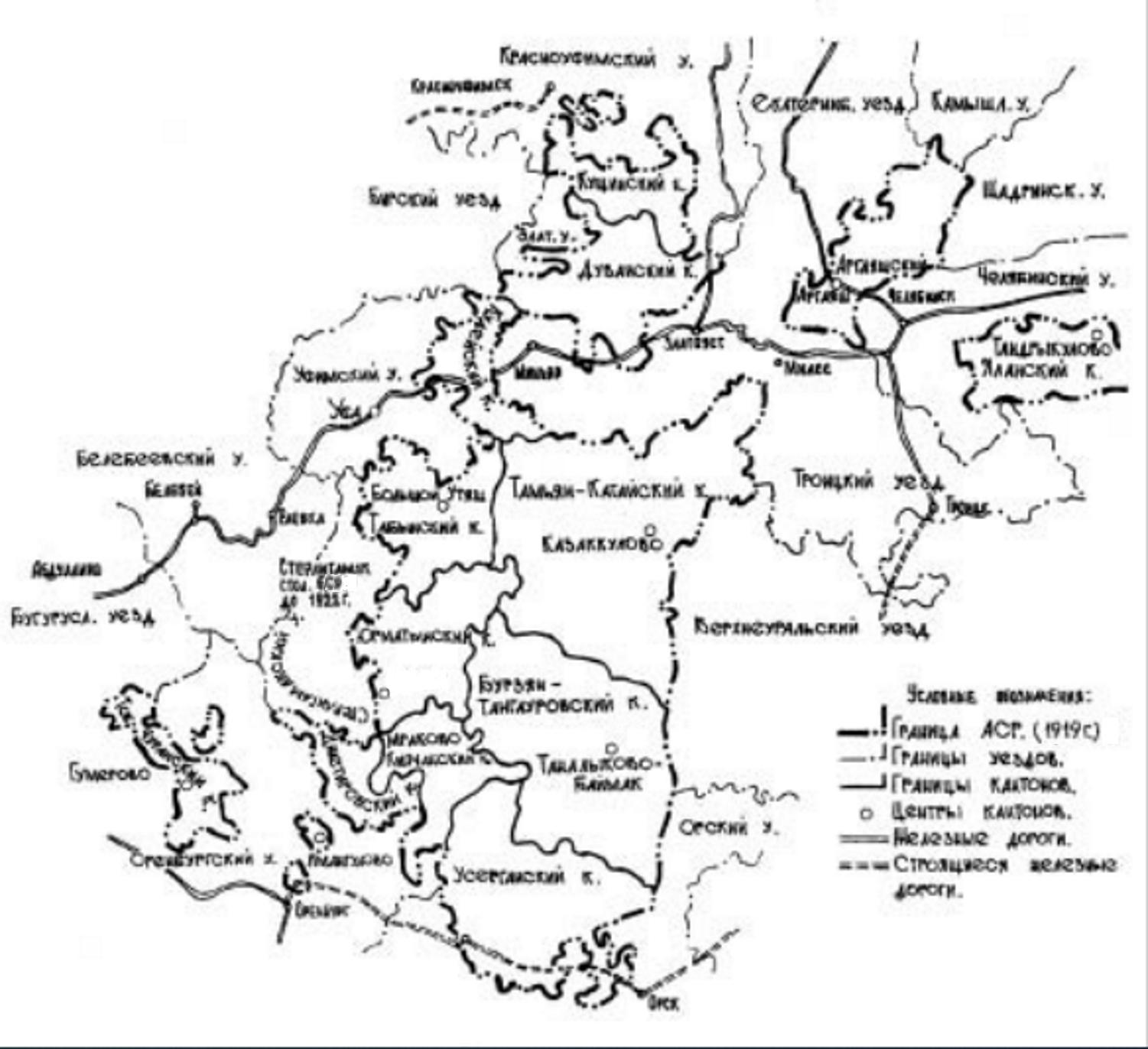
Бурзян-Тангауровский, Кипчак- и Усерганский кантоны на карте Малой Башкирии в сентябре 1919 года

В октябре 1922 года произошла реформа административно-территориального деления Башкирской АССР: вместо 13 кантонов их стало 8. Зилаирский кантон Башкирской АССР был образован 5 октября 1922 года из 16 волостей Кипчак-Джитировского, 18 волостей Усерганского и 14 волостей Бурзян-Тангауровского кантонов. На Северо‑Западе кантон граничил со Стерлитамакским кантоном, на Северо‑Востоке с Тамьян-Катайским кантоном, на Востоке с Челябинской губернией, на Юго‑Востоке, Юге и Западе с Оренбургской губернией. Административный центр — п. Преображенский Завод, Преображенское (ныне с. Зилаир Зилаирского района Башкортостана). Площадь кантона — 33 047 км².
9 апреля 1924 года в состав Башкирской АССР были включены Ново-Покровская волость (куда входила часть башкирских населенных пунктов современных Кувандыкского и Гайского районов Оренбургской области) и большая часть Петровской волости. Ток-Суранская волость (бывший Ток-Суранский кантон - анклав Башкирской АССР) оставалась в составе Белебевского кантона, а к Оренбургской губернии отошли пять деревень Бурзян-Кипчакской волости (Карагузино, Кабаново, Биктимирово, Кульчумово, Райманово).
Декретом ВЦИК от 21 октября 1924 года Ток-Суранская волость Белебевского кантона и Имангуловская волость Зилаирского кантона с 15-тысячным башкирским населением, ранее находившиеся в составе Башкирской АССР, были присоединены к Киргизской АССР. Зилаирский кантон был сохранён в составе Башкирской АССР. В дальнейшем происходил лишь обмен отдельными селениями для выпрямления границ. Таким образом селения Ново-Покровской и Усерганской волостей были разделены по линии железной дороги Оренбург-Орск.
По другим источникам Имангуловская волость Зилаирского кантона была передана в состав Киргизской АССР раннее — 25 июня 1924 года. 21 октября 1924 года в состав Зилаирского кантона вошло 19 селений Ново-Покровской волости Орского уезда. Согласно Постановлению Президиума Башкирского центрального исполнительного комитета от 10 февраля 1923 года на территории Зилаирского кантона было образовано 17 волостей, а по декрету ВЦИК от 15 декабря 1924 — 16 волостей. 26 июля 1926 к Зилаирскому кантону была присоединена д. Исянгулово Спасской волости Оренбургского уезда, а в состав Оренбургской губернии включены части Бурзян-Кипчакской, Кипчакской, Мурапталовской, Салиховской, Таналыковской, Тангауровской, Усерганской, Утягуловской, Хайбуллинской волостей, 19 населённых пунктов Ново-Покровской волости. 
Постановлением ВЦИК от 24 октября 1927 года Ток-Суранская волость Казахской АССР была передана в состав Оренбургской губернии.
Зилаирский кантон расформирован после Постановления Президиума ЦИК и Совнаркома Башкирской АССР «О ликвидации в Башкирской АССР деления на кантоны и об установлении административного деления на районы и районной системы управления» от 20 августа 1930 года. Его территория вошла в состав следующих административных районов Башкирской АССР: Абзелиловского (часть Темясовской волости), Баймакского (части Кананикольской, Сабыровской, Таналыкской, Темясовской), Бурзянского (часть Бурзянской), Зилаирского (части Зилаирской, Кананикольской, Сабыровской), Зианчуринского (Салиховская, Усерганская, части Бурзян-Кипчакской, Зилаирской, Сабыровской) с центром в селе Бакатарово, Мелеузовского (Мурапталовская), Мраковского (Кипчакская, части Бурзян-Кипчакской, Бурзянской, Кананикольской), Хайбуллинского (Хайбуллинская, части Зилаирской, Сабыровской, Таналыкской волостей). 
До 7 марта 1922 года село Бакатарово (ныне село Зиянчурино Кувандыкского района Оренбургской области) являлось административным центром Усерганского кантона, а с 5 октября 1922 года находилась в составе Зилаирского кантона. С 20 августа 1930 года село стало центром Зианчуринского района Башкирской АССР. В соответствии с постановлением Президиума ВЦИК от 25 января 1935 года и постановлением Президиума Оренбургского облисполкома от 13 февраля 1935 года «О новой сети районов Оренбургской области» село передано в состав новообразованной Оренбургской области (в 1938—1957 — Чкаловской), где стало центром нового Зиянчуринского района. 21 июля 1959 года Зиянчуринский район был упразднён, а его территория разделена между Буртинским и Кувандыкским районами.
Среди 11 членов Зилаирского кантонного исполнительного комитета были Г. Бикбаев, Ф. Биишев, X. Тляубердин и другие. Первым председателем кантисполкома стал Ш. М. Даутов.

## Население
Численность населения по данным Всесоюзной переписи населения 1926 года по Зилаирскому кантону:
| Численность населения | Мужчины | Женщины | Обоего пола |
| --------------------- | ------- | ------- | ----------- |
| Всё население         | 92 155  | 102 881 | 195 036     |
| Городское население   | 6 956   | 7 689   | 14 645      |
| Сельское население    | 85 199  | 95 192  | 180 391     |

Согласно переписи населения 1926 года по Зилаирскому кантону: русские — 81894, башкиры — 80784, татары — 9056, украинцы — 8748, мордва — 8112,  чуваши — 3980, мишари — 1759,  и др.

## Хозяйство
В кантоне преимущественно было развито сельское хозяйство. В 1927 году площадь пашни (тыс. га) составляла 141,8, в т.ч. посевы пшеницы — 78,5, овса — 34,9, ячменя — 6,5, проса — 4,7, ржи — 4,2, картофеля — 4,2, конопли — 1,2, льна — 0,8, гречихи — 0,7. В том же году численность поголовья скота: КРС — 203387, лошадей — 101107, овец — 263804, коз — 27600, свиней — 10144.
В 1927 году в кантоне функционировали Баймакская, Кананикольская и Преображенская золотомедные фабрики, 2 Тубинские бегунные фабрики, 3 рудника и 52 базара.
В 1925 году в кантоне насчитывалось: 6 больниц, 7 амбулаторий, 16 фельдшерских пунктов, 9 библиотек.
В 1926 году в кантоне действовали 179 школ 1‑й ступени, из них с преподаванием на башкирском языке — 85, на мордовском — 3, на русском — 74, на татарском — 14, на чувашском — 3. 